# Seveux
Seveux est une localité appartenant à la commune de Seveux-Motey située dans le département de la Haute-Saône, en région Bourgogne-Franche-Comté.
Ses habitant(e)s sont les Ségobodiens et les Ségobodiennes.

## Géographie

### Communes limitrophes
| Savoyeux                                    | Membrey              | Vellexon-Queutrey-et-Vaudey |
| Motey-sur-Saône et Mercey-sur-Saône         | Seveux               | Saint-Gand                  |
| Beaujeu-Saint-Vallier-Pierrejux-et-Quitteur | Igny et Sainte-Reine | La Chapelle-Saint-Quillain  |

## Toponymie
Pour Albert Dauzat et Charles Rostaing, qui fournissent une attestation du IVe siècle, Segobodium, Seveux s'explique par deux mots gaulois : sego-, force, et bodi-, victoire.

## Histoire
Le 1er janvier 2019, la commune fusionne avec Motey-sur-Saône pour créer la commune nouvelle de Seveux-Motey dont la création est actée par un arrêté préfectoral du 19 décembre 2018.

## Politique et administration

### Rattachements administratifs et électoraux
La commune faisait partie de l'arrondissement de Vesoul du département de la Haute-Saône, en région Bourgogne-Franche-Comté. Pour l'élection des députés, elle dépend de la première circonscription de la Haute-Saône.
Elle faisait partie depuis 1801 du Canton de Fresne-Saint-Mamès. Dans le cadre du redécoupage cantonal de 2014 en France, la commune est rattachée en 2015 au canton de Scey-sur-Saône-et-Saint-Albin.

### Intercommunalité
La commune fait partie de la communauté de communes des quatre rivières, intercommunalité créée en 1996.

### Liste des maires
| Période                                  | Période          | Identité                    | Étiquette | Qualité                                     |
| ---------------------------------------- | ---------------- | --------------------------- | --------- | ------------------------------------------- |
| Les données manquantes sont à compléter. |                  |                             |           |                                             |
|                                          | septembre 1830   | Nicolas Mairot              |           | Selon l'état civil de Seveux jusqu'en 1936. |
| novembre 1830                            | octobre 1831     | François Chapuis            |           |                                             |
| janvier 1832                             | février 1835     | Nicolas Decreuse            |           |                                             |
| février 1835                             | septembre 1840   | Jean-François Bouveret      |           |                                             |
| septembre 1840                           | février 1843     | Pierre-Joseph Nodot         |           |                                             |
| février 1848                             | avril 1848       | François-Philippe Chevalier |           |                                             |
| avril 1848                               | septembre 1848   | Jean-Claude Tresse          |           |                                             |
| septembre 1848                           | avril 1850       | Jean-Baptiste Gauthier      |           |                                             |
| avril 1850                               | décembre 1851    | Claude Mortier              |           |                                             |
| janvier 1852                             | décembre 1859    | Jean-Baptiste Bourderot     |           |                                             |
| janvier 1860                             | octobre 1871     | Victor Soittoux             |           |                                             |
| octobre 1871                             | décembre 1872    | Louis Boiffil               |           |                                             |
| décembre 1872                            | octobre 1876     | Claude-François Gauthier    |           |                                             |
| octobre 1876                             | janvier 1881     | Jean-Baptiste Bourderot     |           |                                             |
| janvier 1881                             | avril 1883       | François Carteret           |           |                                             |
| avril 1883                               | juin 1888        | Claude-François Gauthier    |           |                                             |
| juin 1888                                | avril 1892       | Étienne Jacques             |           |                                             |
| avril 1892                               | mai 1896         | Charles Giblard             |           |                                             |
| mai 1896                                 | décembre 1911    | Jules Gérard                |           |                                             |
| décembre 1911                            | 1919             | Augustin Hyenne             |           |                                             |
| 1920                                     | 1925             | Pierre-Émile Noly           |           |                                             |
| 1925                                     |                  | Édouard Montulé             |           |                                             |
| 1945                                     |                  | Jean Gallice                |           |                                             |
| avant 1981                               | ?                | Étienne Baugey              |           |                                             |
| mars 2001                                | 2008             | Arlette Barbier             |           |                                             |
| mars 2008                                | 31 décembre 2018 | Roger Hyenne                |           | Réélu pour le mandat 2014-2020              |

## Population et société

### Démographie
L'évolution du nombre d'habitants est connue à travers les recensements de la population effectués dans la commune depuis 1793. Pour les communes de moins de 10 000 habitants, une enquête de recensement portant sur toute la population est réalisée tous les cinq ans, les populations de référence des années intermédiaires étant quant à elles estimées par interpolation ou extrapolation. Pour la commune, le premier recensement exhaustif entrant dans le cadre du nouveau dispositif a été réalisé en 2005.

En 2016, la commune comptait 452 habitants, en évolution de −3,21 % par rapport à 2010 (Haute-Saône : −1,4 %, France hors Mayotte : +2,11 %).
| 1793 | 1800 | 1806 | 1821 | 1831 | 1836 | 1841 | 1846 | 1851 |
| ---- | ---- | ---- | ---- | ---- | ---- | ---- | ---- | ---- |
| 735  | 686  | 810  | 803  | 665  | 816  | 880  | 885  | 883  |

| 1856 | 1861 | 1866 | 1872 | 1876 | 1881 | 1886 | 1891 | 1896 |
| ---- | ---- | ---- | ---- | ---- | ---- | ---- | ---- | ---- |
| 807  | 854  | 800  | 746  | 745  | 729  | 754  | 866  | 964  |

| 1901 | 1906 | 1911 | 1921 | 1926 | 1931 | 1936 | 1946 | 1954 |
| ---- | ---- | ---- | ---- | ---- | ---- | ---- | ---- | ---- |
| 946  | 965  | 927  | 710  | 775  | 735  | 532  | 465  | 531  |

| 1962 | 1968 | 1975 | 1982 | 1990 | 1999 | 2005 | 2006 | 2010 |
| ---- | ---- | ---- | ---- | ---- | ---- | ---- | ---- | ---- |
| 484  | 460  | 469  | 483  | 514  | 464  | 439  | 436  | 467  |

| 2015 | 2016 | - | - | - | - | - | - | - |
| ---- | ---- | - | - | - | - | - | - | - |
| 450  | 452  | - | - | - | - | - | - | - |

### Manifestations culturelles et festivités
Festival Tribul'a Son (festival rock, dernier week-end d'août).

## Culture locale et patrimoine

### Lieux et monuments

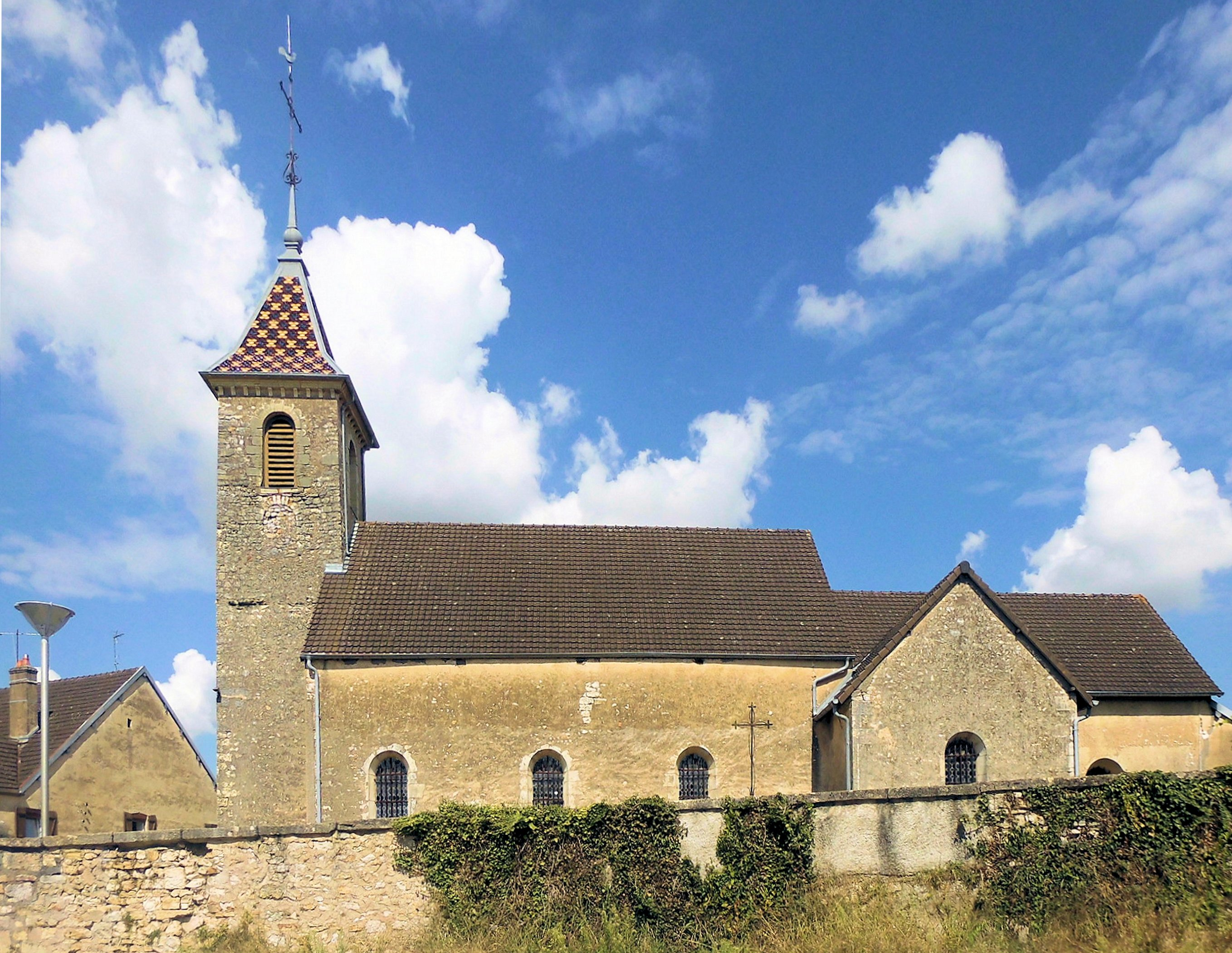
L'église Saint-Laurent.

- Le port de plaisance de Seveux-Savoyeux, sur la Saône, a été  le premier à être aménagé en Franche-Comté, et attire dans le village 16 000 visiteurs par an.
- L'église Saint-Laurent.
- Le Château de Seveux[9].
- Fouilles archéologiques de vestiges gallo-romains de l'agglomération antique de Segobodium (dans la Grande Rue de Seveux) qui était l'une des plus importantes de Franche-Comté[10].

### Héraldique
|  | Les armes de la commune se blasonnent ainsi : Coupé: au 1) d'argent chaussé de sinople, au 2) d'argent chapé de sinople; à une fasce d'or brochant sur la partition |